# NGC 7173
NGC 7173 ist eine cD-Galaxie vom Hubble-Typ E3 im Sternbild Südlicher Fisch. Sie ist schätzungsweise 113 Millionen Lichtjahre von der Milchstraße entfernt und hat einen Durchmesser von etwa 40.000 Lichtjahren. Gemeinsam mit NGC 7172, NGC 7174 und NGC 7176 bildet sie die Hickson Compact Group 90.
Das Objekt wurde am 25. September 1834 vom britischen Astronomen John Herschel entdeckt.